# A várakozás zsoltára
A várakozás zsoltára a Misztrál együttes Sudár Annamáriával közösen készített első DVD-lemeze. 2006-ban jelent meg.

## Számok
1. Jn 1,1-5
2. Halotti beszéd (Benkő Loránd olvasat)
3. Kyrie eleison
4. Rakovszky Zsuzsa: December (részlet)
5. József Attila: Reménytelenül - Lassan, tűnődve
6. Dsida Jenő - Török Máté: A sötétség verse

1. GYERTYA
1. Szabó T. Anna - Tóbisz Tamás: Leskelődők
2. Babits Mihály: Három angyal
3. Róm 7,19-24
4. Grandpierre K. Endre - Heinczinger Miklós: Magyar mesehősök
5. Babits Mihály: Az elbocsátott vad
6. Balassi Bálint: Bocsásd meg Úristen
7. Jékely Zoltán: Zsoltár-töredék
8. Dsida Jenő - Török Máté: Kéne Valaki

2. GYERTYA
1. Jékely Zoltán: A várakozás zsoltára (részlet)
2. Márai Sándor: Füveskönyv - 63. (részlet)
3. József Attila - Tóbisz Tamás: Csend
4. Reményik Sándor: Kegyelem
5. Ady Endre - Török Máté: Az Úr érkezése
6. Mk 11,24

3. GYERTYA
1. François Villon - Tóbisz Tamás: Orléans-i Máriát dicsérő ének
2. Paradicsom mezejibe. (népdal)
3. Kosztolányi Dezső: Téli alkony
4. Thándor Márk - Török Máté: Advent
5. Pilinszky János: A várakozás szentsége (részlet)

4. GYERTYA
1. Lk 1,45
2. Óh, te áldott Jutka asszony . (népdal)
3. Radnóti Miklós: Lapszéli jegyzet Lukácshoz
4. Kelj fel gazda. (regősének)
5. József Attila - Misztrál: Bethlehemi királyok
6. Dsida Jenő: December
7. Kimenék én ajtóm elejibe (népének)